# Kathryn Laskyová
Kathryn Laskyová, nepřechýleně Kathryn Lasky (* 24. června 1944) je americká spisovatelka, autorka několika děl věnovaných tématům Dear America (Drahá Amerika), The Royal Diaries (Královské deníky), Sugaring Time (Sladký čas), The Night Journey (Noční cesta), a Guardians of Ga'Hoole (Legenda o sovích strážcích).
Žije s manželem v Cambridgi v Massachusetts. Ve svých volných chvílích se společně se svým manželem Christopherem Knightem plaví po moři na lodi jménem „Alice". Na plavbách čerpá inspiraci pro svoje příběhy.
Jde o autorku řady knih, beletrie i literatury faktu. Mezi její romány patří The Night Journey (Noční cesta), vítěz Národní ceny za židovskou literaturu; Beyond the Burning Time (Za žhavým časem), za který získala cenu ALA za nejlepší knihu pro mladé čtenáře, True North: A Journey to the New World (Skutečný sever: Cesta do Nového světa), Dreams in the Golden Country (Sny o zlaté zemi) a Porkenstein.

## Legenda o sovích strážcích
Během své kariéry se také začala podrobně zabývat životem sov a jejich chováním. Její pozorování mělo sloužit k sepsání faktografické knihy doplněné fotografiemi. Nakonec místo faktografie vznikla řada fantastických příběhů o sovím světě. Laskyová pro toto své dílo čerpala inspiraci mimo jiné také z artušovských legend.
Její příběhy o sovích strážcích se nakonec staly předlohou animovaného filmu režiséra Zacka Snydera, k němuž nazpívala úvodní píseň Kings and Queens kapela 30 Seconds to Mars.
Původní série bestsellerů spisovatelky Kathryn Lasky nazvaná Strážci Ga'Hoolu (Guardians of Ga'Hoole) vypráví o strážcích nebe ze soví říše, již se stali legendou pro svůj ptačí lid.

### Legenda o sovích strážcích: V zajetí
Jedná se o první část dvanáctidílné série o sovích strážcích, jíž předcházela kniha Lost Tales of Ga'hool (Ztracené příběhy Ga'hoolu). Vydání knihy v ČR se plánuje tři dny před filmovou premiérou animovaného filmu Legenda o sovích strážcích, který je natočen na motivy původní série bestsellerů Kathryn Laskyové nazvané Strážci Ga'Hoolu (Guardians of Ga'Hoole). Spisovatelka vypráví o strážcích nebe ze soví říše, kteří se stali legendou pro svůj ptačí lid a inspirací pro všechny soví kluky, kteří touží po dobrodružství.

#### Anotace
Hrdinou příběhu je malý soví kluk Soren, narozený ve hvozdu Tyto, v království sov pálených. Mezi pokojnými lesními velikány však číhá zlo, které má v úmyslu rozvrátit mír v ptačí říši. Běh událostí navždy změní Sorenův život.
Soren je unesen ze svého domova a ocitne se v temném kamenném bludišti školy svaté Aegolie. Podivná škola však není místem pro vzdělávání sovích mláďat, a tak se společně se svojí novou kamarádkou Gelfie rozhodnou, že jedinou možností, jak se dostat z nehostinného zajetí, je něco, co ještě nikdy nezkoušeli – letět. Útěk povětřím odstartuje jejich dobrodružnou cestu za svobodou, na níž se setkají s novými přáteli, pokusí se zjistit pravdu o tajuplném spiknutí a zachránit soví svět před strašlivou hrozbou.

### Camp Princess
- Born to Rule
- Unicorns? Get Real!

### Královské deníky (The Royal Diaries)
- Elizabeth I: Red Rose of the House of Tudor, England 1544
- Mary, Queen of Scots: Queen Without a Country, France 1553
- Marie Antoinette: Princess of Versailles, Austria-France 1769
- Jahanara: Princess of Princesses, India 1627
- Kazunomiya: Prisoner of Heaven, Japan 1858

### Drahá Amerika (Dear America)
- Journey to the New World: The Diary Of Remember Patience Whipple, Mayflower, 1620
- Dreams in the Golden Country: The Diary of Zipporah Feldman a Jewish Immigrant Girl, New York City, 1903
- Christmas After All: The Great Depression Diary of Minnie Swift, Indianapolis, Indiana, 1932
- A Time for Courage:The Suffragette Diary of Kathleen Bowen, Washington, D.C., 1917

### Mé jméno je Amerika (My Name Is America)
- The Journal of Augustus Pelletier:Lewis and Clark Expedition, 1804

### Moje Amerika (My America)
- Hope In My Heart, Sofia's Ellis Island Diary (kniha první)
- Home at Last: Sofia's Immigrant Diary (kniha druhá)
- An American Spring: Sofia's Immigrant Diary (kniha třetí)

### Legenda o sovích strážcích (Guardians of Ga'Hoole)
- The Capture
- The Journey
- The Rescue
- The Siege
- The Shattering
- The Burning
- The Hatchling
- The Outcast
- The First Collier
- The Coming of Hoole
- To Be a King
- The Golden Tree
- The River of Wind
- Exile
- The War of the Ember
- Guardians of Ga'Hoole:A Guide To the Great Tree
- Guardians of Ga'Hoole:Lost Tales of Ga'Hoole

#### Wlci z minulosti (Wolves Of The Beyond)
- Book 1: Lone Wolf
- Book 2: Shadow Wolf

## Ocenění
Je držitelkou cen listu Boston Globe Horn Book Award a listu Washington Post Children’s Book Guild Award.